# William S. Burroughs
William Seward Burroughs II (St. Louis, 5 de fevereiro de 1914 — Lawrence, 2 de agosto de 1997) foi um escritor, pintor e crítico social americano.

## Biografia

### Infância e educação
Burroughs nasceu em 1914, sendo o mais novo dos dois filhos nascidos de Mortimer Perry Burroughs e Laura Hammon Lee. Os Burroughs eram uma família proeminente em St. Louis (Missouri). Seu avô, William Seward Burroughs I, fundou a empresa Máquinas de Somar Burroughs, que evoluiu para a Burroughs Corporation. A mãe de Burroughs, Laura Lee Hammon, era filha de um pastor cuja família alegava estar relacionada com Robert E. Lee. Seu tio materno, Ivy Lee, foi um pioneiro da publicidade e, mais tarde, trabalhou como jornalista para os Rockefellers. Seu pai tinha um antiquário e uma loja de souvenirs, Cobblestone Gardens, primeiro em Saint Louis, em seguida em Palm Beach (Flórida).
Quando menino, Burroughs morava na avenida Pershing, em Central West End, em Saint-Louis. Ele estudou na John Burroughs School, em St. Louis, onde publicou seu primeiro ensaio, "Magnetismo Pessoal", impresso na John Burroughs Review em 1929. Em seguida, ele frequentou a escola Los Alamos Ranch School, no Novo México, o que foi estressante para ele. A escola era um internato para os ricos, "onde os filhos dos grã-finos poderiam ser transformados em objetos masculinos". Burroughs manteve um diário documentando uma atração erótica por um outro menino. De acordo com as suas próprias palavras, ele destruiu o diário, mais tarde, envergonhado de seu conteúdo.
Devido ao contexto de repressão onde ele cresceu e do qual fugiu, ou seja, uma família "onde as demonstrações de afeto eram consideradas constrangedoras", ele manteve a sua orientação sexual escondida até a idade adulta, quando se tornou um escritor homossexual conhecido após a publicação de Naked Lunch em 1959. Alguns dizem que ele foi expulso de Los Alamos depois de tomar hidrato de cloral em Santa Fé com um colega. No entanto, segundo seu próprio relato, ele deixou a escola voluntariamente: "Durante as férias da Páscoa do meu segundo ano, eu convenci minha família a me deixar ficar em St. Louis".

### Universidade de Harvard
Ele terminou o ensino médio na Escola Taylor em Saint Louis e, em 1932, saiu de casa para seguir curso superior em Artes na Universidade de Harvard. Durante os verões, ele trabalhou como repórter para o St. Louis Post-Dispatch, cobrindo o dia a dia policial. Ele não gostou do trabalho, e se recusou a cobrir alguns eventos, como a morte de uma criança que se afogara. Ele perdeu sua virgindade em um verão em East St. Louis com uma prostituta em um bordel que ele regularmente frequentava. Enquanto cursava em Harvard, Burroughs fez viagens a Nova Iorque e foi introduzido à "subcultura gay". Ele visitou os subterrâneos homossexuais do Harlem e Greenwich Village com Richard Stern, um amigo rico de Kansas City. Eles dirigiam de carro de Boston a Nova York de forma muito imprudente. Uma vez, Stern amedrontou tanto a Burroughs, que ele pediu para descer do veículo. Burroughs se formou em Harvard em 1936.
De acordo com Ted Morgan, em "Literary Outlaw".

Os pais dele, após sua graduação, decidiram dar-lhe um subsídio mensal de 200 dólares estadunidenses vindo dos rendimentos de Cobblestone Gardens, uma quantia apertada naqueles tempos. Ela foi o bastante para mantê-lo, e de fato garantiram a sua sobrevivência pelos próximos 25 anos, chegando com uma bem-vinda frequência. O subsídio foi uma passagem para a liberdade; e lhe permitiu viver onde ele queria e deixar seu emprego.
Os pais de Burroughs venderam os direitos de invenção do seu avô e não tinham nenhuma participação nas ações da "Burroughs Corporation". Pouco antes da quebra da bolsa de valores em 1929, seus pais venderam as ações que tinham por 200 mil dólares estadunidenses.

### Europa
Depois de deixar Harvard, a educação formal de Burroughs terminou, com exceção de breves flertes como uma pessoa que fazia pós-graduação de antropologia na Universidade de Harvard e com uma outra que estudava medicina em Viena, na Áustria. Ele viajou para a Europa, onde, aproveitando-se da brecha para a homossexualidade na Áustria e Hungria da República de Weimar, conquistou meninos em saunas de Viena, passando a fazer parte de um círculo de exilados, homossexuais e fugitivos.

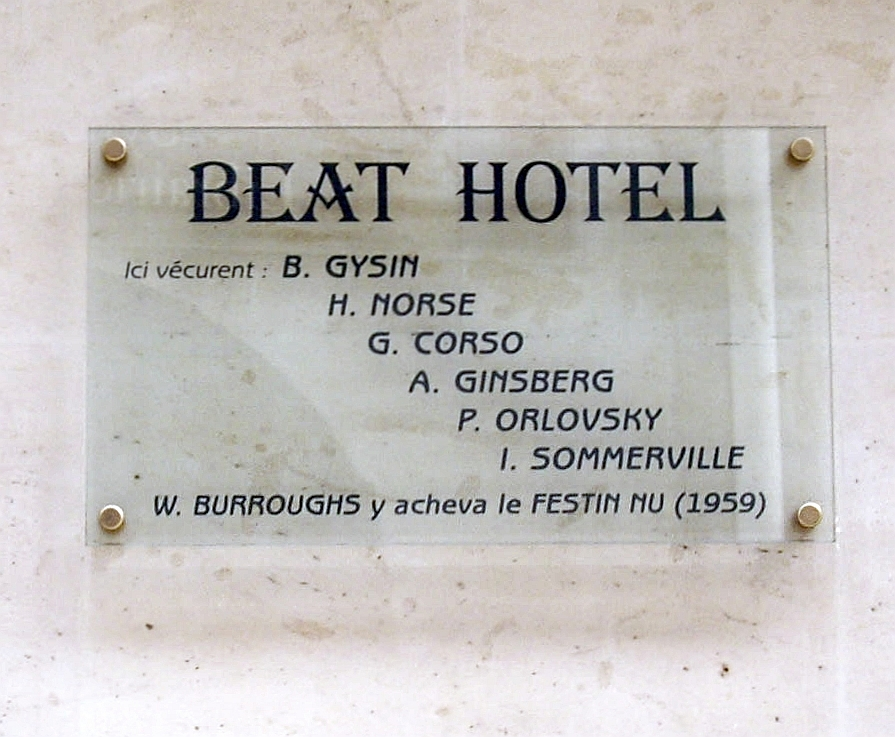
Homenagem ao hotel Beat no número 9 da rua Gît-le-Cœur, em Paris. Burroughs morou neste hotel e, nele, finalizou o romance Naked Lunch em 1959.

Lá, ele conheceu Ilse Klapper, uma judia que fugia do governo nazista do país. Os dois nunca tiveram uma relação romântica, mas Burroughs casou-se com ela na Croácia, contra a vontade de seus pais, para permitir, a ela, receber um visto para os Estados Unidos. Ela foi para Nova Iorque e, eventualmente, se divorciou de Burroughs, embora eles permanecessem amigos por muitos anos. Depois de voltar para os Estados Unidos, ele teve uma série de trabalhos interessantes.
Em 1939, a sua saúde emocional tornou-se uma preocupação para os seus pais, especialmente depois que ele deliberadamente cortou a última junta do dedo mínimo esquerdo, na dobra do punho, para impressionar um homem por quem ele estava apaixonado. Este evento encontrou o seu caminho para dentro de sua literatura de ficção no conto "O Dedo" (The Finger).

## Início da carreira literária
Burroughs disse que o tiro em Vollmer, no dia 6 de setembro de 1951, foi um evento crucial na sua vida, e que o provocou a escrever:
"Eu sou forçado à terrível conclusão de que eu nunca teria me tornado um escritor, a não ser pela morte de Joan, e nunca teria uma compreensão da extensão em que este evento tem motivado e formulado a minha escrita. Eu vivo com a ameaça constante de posse, e uma constante necessidade de escapar da posse, do controle. Assim, a morte de Joan trouxe-me em contato com o invasor, a Alma Suja, e manobrou-me para uma longa luta na vida, em que não tive escolha a não ser escrever a minha saída dela."
Apesar deste depoimento, publicado na sua novela Queer (1985), ele começou a escrever em 1945. Burroughs e Jack Kerouac escreveram, em colaboração, o livro de mistério E os Hipopótamos Foram Cozidos em Seus Tanques (And the Hippos Were Boiled in Their Tanks), que ficou inédito. Anos mais tarde, no documentário "What Happened to Kerouac?", Burroughs o descreveu como "um trabalho pouco distinto." Um trecho desta obra, que Kerouac e Burroughs escreveram alternando capítulos, foi finalmente publicado em Word Virus, uma compilação do trabalho de William Burroughs, que foi publicada por seu biógrafo após sua morte em 1997.

## Literatura
A sua obra mais conhecida é Naked Lunch ("Almoço Nu" no Brasil, "Refeição Nua" em Portugal), seguida de Junkie. Grande parte de sua obra, de atmosfera fantástica e grotesca, tem caráter autobiográfico. Apesar de fazer parte da chamada geração beat, os livros de William S. Burroughs têm pouco em comum com o restante desses autores, já que a linguagem utilizada provém de fluxos de consciência durante o uso de alucinógenos. Homossexual depois da morte acidental da esposa causada por um disparo com arma de fogo, foi um dos pioneiros da literatura experimental, tanto no universo léxico escatológico, urbano, comum e absurdo como no consumo de drogas para produção subjetiva de textos.

## Música
Burroughs aparece na capa do álbum Sgt. Pepper's Lonely Hearts Club Band dos The Beatles. Burroughs teria gravado as suas fitas experimentais "Hello, yes, hello" no apartamento em que o ex-beatle John Lennon morou com Yoko Ono, no número 34 da praça Montagu, em Londres.
Participou de inúmeros álbuns, recitando poemas ou outros textos, incluindo trabalhos com Tom Waits, Frank Zappa, John Cage, Philip Glass, Laurie Anderson, The Doors, Kurt Cobain e The Disposable Heroes of Hiphoprisy. Ele também aparece no videoclipe "Just One Fix", do grupo Ministry.
Em 1981, gravou o álbum de spoken word intitulado You're the Guy I Want To Share My Money With, com Laurie Anderson e John Giorno.
Ele também gravou a música "Falling In Love Again", cantando-a em alemão ("Ich Bin Von Kopf Bis Fuss Auf Liebe Eingestellt").

## Magia
Burroughs tinha uma preocupação de longa data com a magia e o ocultismo, que data desde a mais tenra infância, e foi insistente ao longo de sua vida que vivemos em um "universo mágico".. Como ele mesmo explicou:
No universo mágico não há coincidências e não há acidentes. Nada acontece a menos que alguém queira que isso aconteça. O dogma da ciência é que a vontade não pode afetar forças externas, e acho isso ridículo. É tão ruim quanto a igreja. Meu ponto de vista é exatamente o contrário do ponto de vista científico. Eu acredito que se você encontrar alguém na rua é por uma razão. Entre as pessoas primitivas dizem que se alguém foi mordido por uma cobra ele foi assassinado. eu acredito.
Ou, falando nos anos 70:
Como a palavra "magia" tende a causar pensamentos confusos, gostaria de dizer exatamente o que quero dizer com "mágica" e a interpretação mágica da chamada realidade. A suposição subjacente da magia é a afirmação da "vontade" como força motora primária neste universo - a profunda convicção de que nada acontece a menos que alguém ou algum ser queira que isso aconteça. Para mim, isso sempre pareceu evidente ... Do ponto de vista da magia, nenhuma morte, nenhuma doença, nenhum infortúnio, acidente, guerra ou tumulto é acidental. Não há acidentes no mundo da magia.
Isso não era um interesse passageiro - Burroughs também praticava ativamente a magia em sua vida cotidiana: buscando visões místicas por meio de práticas como Perscrutar/scrying, tomando medidas para se proteger da possessão, e tentando colocar maldições sobre aqueles que o cruzaram. Burroughs falou abertamente sobre suas práticas mágicas, e seu engajamento com o oculto é atestado por uma infinidade de entrevistas, bem como contas pessoais daqueles que o conheciam.
O biógrafo Ted Morgan argumentou que: "Como a coisa mais importante sobre Graham Greene era seu ponto de vista como católico, a coisa mais importante sobre Burroughs era sua crença no universo mágico. O mesmo impulso que o levou a lançar maldições Foi, como ele viu, a fonte de sua escrita ... Para Burroughs por trás da realidade cotidiana, havia a realidade do mundo espiritual, das visitas psíquicas, das maldições, dos seres de possessão e fantasmas."
Burroughs era inabalável em sua insistência de que sua escrita em si tinha um propósito mágico. Isso foi particularmente verdadeiro quando se tratou do uso da técnica de corte. Burroughs estava convencido de que a técnica tinha uma função mágica, afirmando que "os cortes não são para fins artísticos". Burroughs usou seus cut-ups para "guerra política, pesquisa científica, terapia pessoal, adivinhação mágica e conjuração". - a ideia essencial é que os cortes permitiram ao usuário "quebrar as barreiras que cercam a consciência". Como o próprio Burroughs afirmou:
Eu diria que a minha experiência mais interessante com as técnicas anteriores foi a percepção de que quando você faz cut-ups você não consegue simplesmente justaposições aleatórias de palavras, que elas significam algo, e freqüentemente que esses significados se referem a algum evento futuro. Eu fiz muitos recortes e depois reconheci que o recorte referia-se a algo que eu li mais tarde em um jornal ou livro, ou algo que aconteceu ... Talvez os eventos sejam pré-escritos e pré-gravados e quando você corta linhas de palavras que o futuro vaza.
Na última década de sua vida, Burroughs se envolveu fortemente no movimento Magia do Caos. As técnicas mágicas de Burrough - o cut-up, playback, etc. - foram incorporadas à magia do caos por praticantes como Phil Hine, Dave Lee and Genesis P-Orridge. P-Orridge em particular, havia conhecido e estudado sob Burroughs e Brion Gysin por mais de uma década. Isso levou Burroughs a contribuir com material para o livro Between Spaces: Selected Rituals & Essays From The Archives Of Templum Nigri Solis, published by Templum Nigri Solis (Entre Espaços: Rituais Selecionados e Ensaios dos Arquivos de Templum Nigri Solis, publicado por Templum Nigri Solis), um grupo "Australasian Chaos Sorcery". Através desta conexão, Burroughs chegou a conhecer pessoalmente muitas das principais luzes do movimento mágico do caos, incluindo Phil Hine, Dave Lee, Peter J. Carroll, Ian Read e Ingrid Fischer, bem como Douglas Grant, chefe da seção norte-americana do caos. grupo mágico Os Iluminados de Thanateros (IOT). O envolvimento de Burroughs com o movimento se aprofundou ainda mais, enquanto ele contribuía com obras de arte e outros materiais para os de livros de Magia do Caos, foi indicado uma reunião de IOT na Áustria, e foi finalmente totalmente iniciado na Iluminados de Thanateros. Como o amigo próximo de Burrough, James Grauerholz, declara: "William estava muito sério sobre seus estudos e iniciação no IOT ... Nosso amigo de longa data, Douglas Grant, foi o principal proponente."

## Morte
Burroughs morreu em Lawrence, às 6:50 horas do dia 2 de agosto de 1997, de complicações de um  ataque cardíaco que tinha sofrido no dia anterior. Ele foi enterrado no jazigo da família no Cemitério Bellefontaine em Saint-Louis, com um marcador que tem o seu nome completo e o epitáfio American Writer ("Escritor Americano"). O túmulo encontra-se à direita do obelisco de granito branco de William Seward Burroughs I (1857-1898).
Um dia antes da sua morte, William Burroughs escreveu o último texto no seu diário:
1 de Agosto, 1997
Amor? O que é isso?
O analgésico mais natural que existe.
AMOR

## Obras
- 1945 – E os Hipopótamos Foram Cozidos em Seus Tanques
- 1953 – Junkie
- 1959 – Naked Lunch
- 1960 – Minutes To Go
- 1960 – Exterminator
- 1961 – The Soft Machine
- 1962 – Dead Fingers Talk
- 1963 – Over My Dead Body
- 1963 – The Yage Letters
- 1964 – Nova Express
- 1965 – Valentines Day Reading
- 1965 – Roosevelt after Inauguration And Other Atrocities
- 1965 – Time
- 1965 – APO-33
- 1967 – She Who Owns Death TV?
- 1969 – The Dead Star
- 1969 – Entretiens avec William Burroughs
- 1970 – The Job
- 1970 – The Last Words of Dutch Schultz
- 1971 – Jack Kerouac
- 1971 – Ali's Smile
- 1971 – The Wild Boys
- 1971 – Eletronic Revolution
- 1973 – Brion Gysin Let the Mice In
- 1973 – White Subway
- 1973 – Mayfair Academy Series More or Less
- 1974 – The Book of Breathing
- 1975 – Sidetripping
- 1975 – Snack
- 1976 – Cobble Stone Gardens
- 1976 – The Retreat Diaries
- 1976 – Colloque de Tanger
- 1976 – Letters to Allen Ginsberg
- 1977 – Oeuvre Croise's
- 1978 – The Third Mind
- 1978 – Naked Scientology
- 1979 – Colloque de Tanger vol. 2
- 1979 – Blade Runner, A Movie
- 1979 – Dr. Benway
- 1979 – Ah Pook is Here!
- 1981 – Streets of Chance
- 1981 – Early Routines
- 1981 – Cities of the Red Night
- 1982 – Sinki's Sauna
- 1982 – A William Burroughs Reader
- 1983 – The Place of Dead Roads
- 1984 – Ruski
- 1984 – The Four Horsemen of the Apocalypse
- 1984 – The Burroughs File
- 1984 – The Adding Machine
- 1985 – Queer
- 1986 – The Cat Inside
- 1987 – The Western Lands
- 1987 – The Whole Tamale
- 1987 – Interzone
- 1988 – Apocalypse
- 1989 – Tornado Valley
- 1989 – Uncommon Quotes vol.1
- 1991 – Ghost of Chance
- 1992 – Seven Deadly Sins
- 1992 – Paper Cloud / Thick Pages
- 1992 – William Burroughs - Selected Letters

## Livros Referenciados
- P-Orridge, Genesis (2003). «Magick Squares and Future Beats». In:  Metzger, Richard. Book of Lies: The Disinformation Guide to Magick and the Occult. [S.l.]: Red Wheel Weiser. ISBN 9780971394278
- Harris, Oliver (2017). «William S. Burroughs: Beating Postmodernism». In:  Belletto, Steven. The Cambridge Companion to the Beats. [S.l.]: Cambridge University Press. ISBN 9781107184459
- Lee, Dave (1989). «Cut Up and Collage in Magic». Chaotopia!. Consultado em 30 de junho de 2018. Arquivado do original em 12 de junho de 2018
- P-Orridge, Genesis Breyer (2010). THEE PSYCHICK BIBLE: Thee Apocryphal Scriptures ov Genesis Breyer P-Orridge and Thee Third Mind ov Thee Temple ov Psychick Youth. [S.l.]: Feral House. ISBN 9781932595949